# Rollwespen
Die Rollwespen (Tiphiidae) sind eine Familie der Vespoidea, der weiteren Verwandtschaft der Faltenwespen und Ameisen, innerhalb der Hautflügler. Weltweit sind etwa 1.500 Arten beschrieben, von denen 6 in Mitteleuropa vorkommen. Der deutsche Name rührt daher, dass die Fühler der Weibchen sich nach dem Tod einrollen, ein Merkmal, das allerdings auch für die Wegwespen zutrifft; trotz der sehr ähnlichen deutschen Namen sind die Rollwespen nicht mit den Blattrollwespen (Blennocampinae aus der Familie der Echten Blattwespen) verwandt.

## Merkmale
Es handelt sich um eine relativ basale und morphologisch vielgestaltige Familie der Wespen, so dass es schwierig ist, für alle gemeinsame Merkmale anzugeben. Bei vielen Arten ist das Männchen geflügelt und das Weibchen flügellos. Die Geschlechter sind sich oft vollkommen unähnlich, das Männchen ist oft viel größer und vollkommen anders gefärbt, darüber hinaus bevorzugt das Männchen oft andere Habitate. Die Zuordnung von einzeln gefundenen Männchen oder Weibchen zueinander stellt deshalb in dieser Familie ein besonderes Problem dar. Bei vielen Arten sind die Geschlechter bei der Kopula aneinander gekoppelt; das Männchen fliegt dann mit angekoppeltem Weibchen umher und setzt dieses in einem geeigneten Lebensraum wieder ab, das Ganze wurde als „phoretische Kopulation“ bezeichnet. Obwohl dann die Zusammengehörigkeit klar erscheint, wurden bei genauerer Untersuchung etwa 10 % Fehlpaarungen (Partner ungleicher Artzugehörigkeit) beobachtet. In zahlreichen Fällen, vor allem bei tropischen Arten, sind die Artbeschreibungen von Männchen und Weibchen kaum einander zuzuordnen, in einigen Fällen wurden sie sogar in unterschiedlichen Gattungen beschrieben.
Die Tiphiidae sind überwiegend kleine bis mittelgroße Wespen, etwa zwischen 5 und 25 Millimeter Körperlänge. Sie sind in der Regel schwarz gefärbt, insbesondere die Männchen aber nicht selten kontrastreich mit Rot oder Gelb gezeichnet. Der freie Hinterleib (Metasoma) sitzt gewöhnlich direkt hinter einer Einschnürung („Wespentaille“) an, nur selten ist er kurz gestielt (Myzininae). Wie typisch für Vespoidea, besitzen die Weibchen 12 und die Männchen 13 Fühlerglieder, bei einigen Arten ist das zweite Glied aber verborgen und kann leicht übersehen werden. Typisch für fast alle Arten ist die Mittelbrust (das Mesosternum) nach hinten in zwei kleine Lamellen ausgezogen, die den Ansatz der Mittelhüften überdecken, diese können aber reduziert sein. Den geflügelten Arten ist darüber hinaus ein kleiner, lappenartiger Teil der Flügelmembran ohne Adern (der Jugallappen) gemeinsam, der vielen verwandten Familien fehlt. Männchen sind oft auf den ersten Blick erkennbar an ihrem schmalen, walzenförmigen freien Hinterleib, der viel länger als der Mittelabschnitt ist, und an einem charakteristischen dornförmigen Haken (Hypopygium, umgebildeter achter Sternit), der am letzten erkennbarem Sternit des Hinterleibs sitzt und nach oben zeigt. Flügellose Weibchen sind von denjenigen der Mutillidae durch den Bau des Thorax unterscheidbar. Dieser weist mindestens eine, manchmal zwei Quernähte (zwischen Pro-, Meso- und Metathorax) auf und ist niemals einheitlich verschmolzen. Fast immer besitzen die Weibchen stark bedornte Mittel- und Hinterbeine, die zum Graben eingesetzt werden. Weiteres charakteristisches Merkmal ist ein Längsfältchen oder ein kleiner Kiel (gelegentlich durch eine Borstenreihe ersetzt) am zweiten Tergit des freien Hinterleibs. Die Scoliidae sind am einfachsten an der Ausgestaltung der Flügelmembran unterscheidbar – die für diese Familie charakteristische Längsfältelung im Endabschnitt fehlt bei den Rollwespen immer.

## Systematik
Obwohl es gegenteilige Auffassungen gibt, betrachtet die Mehrzahl der Wissenschaftler die Rollwespen als eine zusammengehörige, monophyletische Einheit. Schwestergruppe ist nach morphologischen Merkmalen möglicherweise ein Taxon aus Sapygidae und Mutillidae gemeinsam. Auch die Pompilidae und Rhopalosomatidae sind wohl nahe verwandt. Diese Gruppierung wird bei molekularen Untersuchungen (nach homologen DNA-Sequenzen) allerdings nicht unterstützt.
Die Rollwespen wurden früher mit einigen weiteren Familien der Stechimmen zu der Überfamilie „Scolioidea“ („Dolchwespenartige“) zusammengefasst. Trotz einiger Gemeinsamkeiten sind diese Familien jedoch teilweise nicht näher verwandt.
Die Rollwespen werden in die folgenden Unterfamilien gegliedert:
- Anthoboscinae: Weit verbreitet, fehlen in Europa und in Ostasien. Beide Geschlechter sind geflügelt und schwarz gefärbt.
- Thynninae: Nur in Australien und Südamerika, artenreich. Extremer Sexualdimorphismus.
- Diamminae. Nur eine Art, Diamma bicolor („Blue Ant“). Diese lebt in Australien, sie parasitiert bei Maulwurfsgrillen (der Art Gryllotalpa coarctata)
- Brachycistidinae. 61 Arten, ausschließlich in Nordamerika. Die Weibchen sind flügellos und braun gefärbt. Nachtaktiv.

Die folgenden drei Unterfamilien sind auch in Mitteleuropa vertreten; angegeben sind die mitteleuropäischen Arten:
- Methochinae mit der Art Methocha ichneumonides
- Myzininae mit der Art Meria tripunctata
- Tiphiinae mit einigen Arten der Gattung Tiphia, z. B. Tiphia femorata

Manche Autoren erkennen einigen Unterfamilien auch den Rang eigener Familien zu.

## Lebensweise

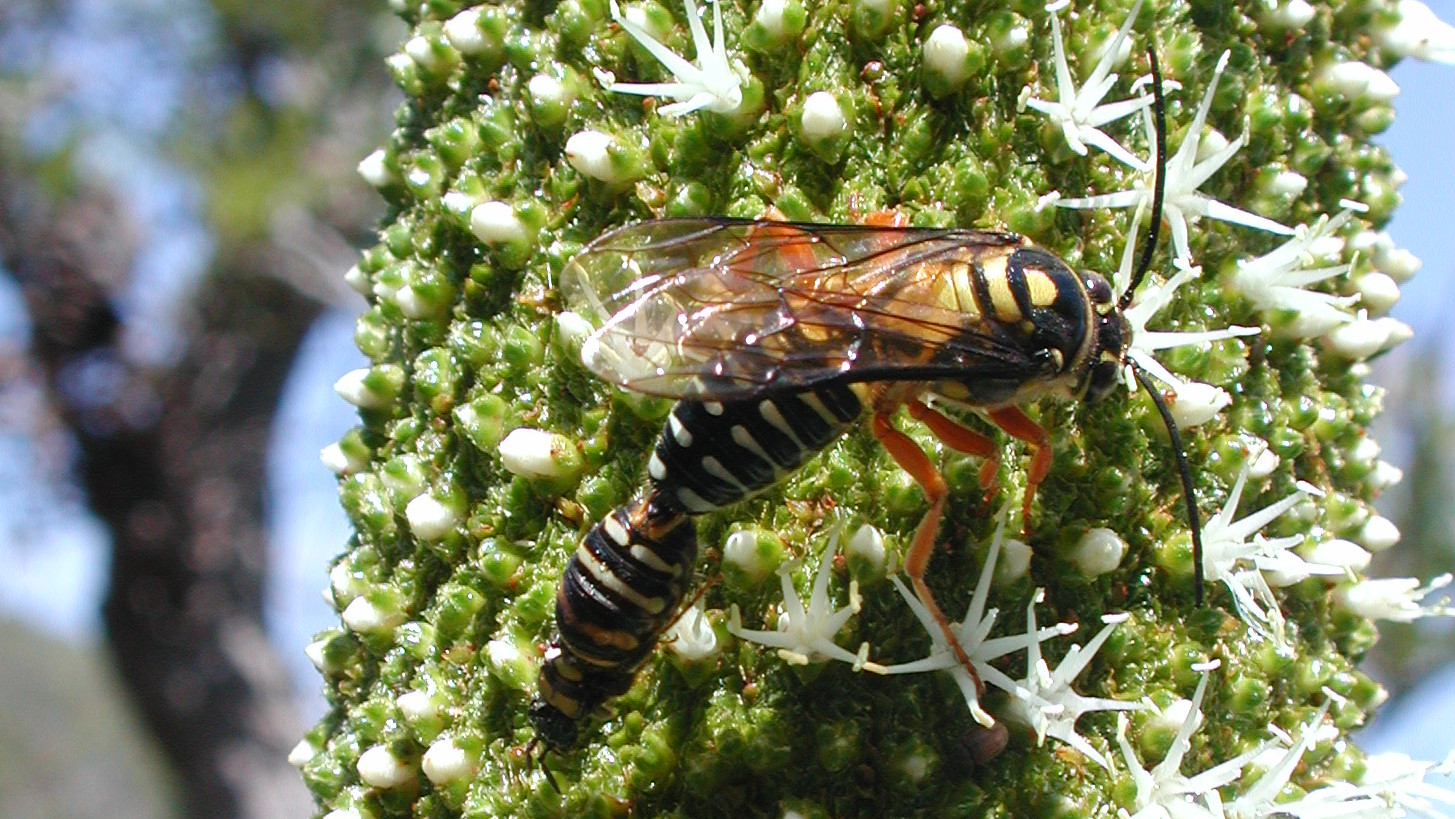
Eine Zaspilothynnus-Art bei der Paarung

Die Larven der Rollwespen leben als Parasitoide an Käferlarven, meist Larven von Blatthornkäfern (Engerlinge), die Arten der Unterfamilie Methochinae bei Sandlaufkäfern, einige Arten (Myzinum andrei, Poecilotiphia rousselii) bei Schwarzkäferlarven. Die Rollwespenweibchen graben in der Erde nach den bodenbewohnenden Käferlarven, die mit mehreren Stichen gelähmt werden, bevor ein Ei am Wirt abgelegt wird. Die Larve durchläuft fünf Stadien, in denen sie den Wirt aussaugt und schließlich tötet und leerfrisst, danach verspinnt sie sich in einen Kokon. Bei der gut untersuchten, nach Nordamerika eingeführten Tiphia popilliavora wurde folgendes Verhalten beobachtet: Das Weibchen gräbt im Boden, bis eine Scarabaeidenlarve aufgespürt ist, es bevorzugt das dritte (letzte) Larvenstadium, nimmt aber ggf. auch das zweite an. Sie klettert auf die Käferlarve und sticht sie wiederholt von unten in den Thorax, bis sie paralysiert ist; die Käferlarve erlangt nach 20 bis 40 Minuten ihre Bewegungsfähigkeit zurück. Nachdem sie den Bereich einige Minuten mit den Mandibeln durchgeknetet und das Integument aufgerissen hat, klebt sie ein Ei zwischen dem fünften und sechsten Abdominalsegment der Larve an. Anschließend fügt sie der Larve oft eine weitere Wunde zu, um für sich selbst Hämolymphe aufzunehmen. Nach 5 bis 6 Tagen schlüpft die Larve, die zunächst nur das Vorderende aus der Eihülle vorstreckt. Sie saugt anschließend vor jeder Häutung etwas Hämolymphe an der Käferlarve. Erst das letzte Larvenstadium beginnt dann, die Käferlarve zu töten und komplett, mit Ausnahme der Kopfkapsel und der Beine, zu fressen. Nach 18 bis 30 Tagen spinnt die Larve neben den Resten ihres Wirts einen Kokon und überwintert darin. Sie verpuppt sich und schlüpft erst im folgenden Jahr aus.
Die einheimischen Arten haben meist einen einjährigen Generationszyklus. Die erwachsenen Tiere der flugfähigen Arten oder Geschlechter ernähren sich von Honigtau und Blütennektar. Sie sind verbreitet auf offenen Scheiben-Blumen, vor allem von Doldenblütlern, zu beobachten.

## Ökonomische Bedeutung
Da Rollwespen überwiegend Parasitoide von Scarabaeidenlarven (Engerlingen) sind, die selbst als Schädlinge gelten, gelten sie selbst als Nützlinge. Ein Einsatz oder eine Zucht in der biologischen Schädlingsbekämpfung sind aber bisher nicht erfolgt. Eine Reihe von Arten wurden künstlich in Nordamerika angesiedelt, um den dort eingeschleppten Japankäfer zu bekämpfen. Obwohl einige Arten heute eingebürgert und durchaus nicht selten sind, war der ökonomische Erfolg dieser Maßnahme gering.

## Fossilien
Fossile Rollwespen sind sehr selten. Sechs Arten wurden als Kompressionsfossilien in oligozänem Kalkstein (Florissant, Colorado, USA und Sikhote-Ahlin-Berge, Russland) gefunden. Eine weitere Art wurde aus kreidezeitlichem Bernstein aus Myanmar beschrieben.